# RISAT-2
RISAT-2 (kurz für Radar Imaging Satellite 2) war ein indischer Radaraufklärungssatellit im Rahmen des Indian-Remote-Sensing-Programms.
Der Satellit wurde am 20. April 2009 um 01:15 Uhr (UTC) mit einem Polar Satellite Launch Vehicle von der zweiten Startplattform des Satish Dhawan Space Centre in eine sonnensynchrone Erdumlaufbahn gebracht. Als Sekundärnutzlast transportierte die Trägerrakete den von Studenten gebauten Mikrosatelliten ANUSAT. RISAT-2 wurde von der israelischen Firma Israel Aerospace Industries auf Basis des israelischen Satelliten TecSAR gebaut, welcher im Jahr 2008 gestartet wurde. Hauptnutzlast des Satelliten war ein im X-Band arbeitendes Synthetic-Aperture-Radar-System mit einer großen schüsselförmigen Antenne, welches Bilder zu jeder Tageszeit und bei jedem Wetter machen konnte und eine Auflösung von bis zu einem Meter erreichen sollte. Als Lebenserwartung wurden drei Jahre angegeben.
Offiziell sollte er dem Katastrophenschutz, der Grenz- und der Überwachung von Dürregebieten dienen, sowie bei der Planung des Städtebaus helfen. Medienberichten zufolge wurde er auch für militärische Aufklärungsaufgaben genutzt. Dies war von indischen Militärs nach den Anschlägen am 26. November 2008 in Mumbai gefordert worden, worauf die Anschaffungspläne beschleunigt und RISAT-2 noch vor RISAT-1 gestartet wurde. Die ISRO dementierte dies.
Mit dem Start von Risat-2B am 22. Mai 2019 begann der Aufbau einer Konstellation aus moderneren Nachfolgesatelliten. Trotz einer geplanten Lebensdauer von nur fünf Jahren war RISAT-2 zu diesem Zeitpunkt immer noch in Betrieb. RISAT-2 trat am 30. Oktober 2022 wieder in die Erdatmosphäre ein und verglühte.